# Porta Palio
Porta Palio è un monumentale accesso di Verona fatto erigere tra il 1550 ed il 1561 su progetto dell'architetto Michele Sanmicheli. Questa porta è il monumento più considerevole nato dalla ricerca rinascimentale sul tema del trionfo nella porta urbica, oltre che essere la più estrema manifestazione architettonica della politica del munire et ornare.

## Storia

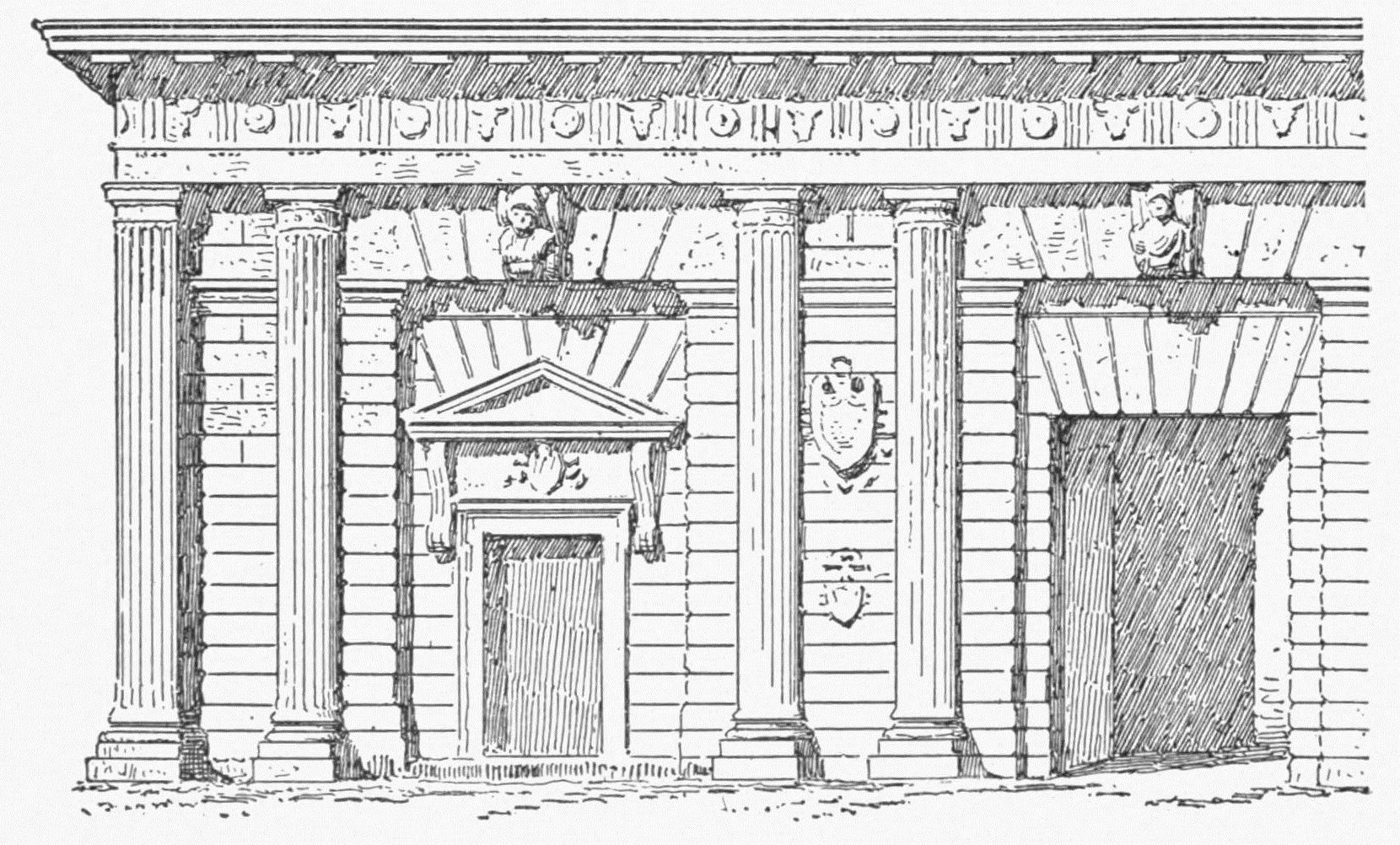
Disegno del fronte lato campagna, da Character of Renaissance Architecture di Charles Herbert Moore, 1905

La decisione di costruire una porta in questa posizione venne presa negli anni trenta del Cinquecento da Francesco Maria I Della Rovere, in quanto era preoccupato della posizione in cui si trovava la piccola porta medievale del Palio, un'apertura di secondaria importanza nelle mura scaligere, difficilmente difendibile: egli propose di chiuderla e di sostituirla con una porta con funzione di cavaliere posta in asse con l'importante corso stradale esistente (il quale ricalcava l'andamento dell'antica via Postumia), posizione che lo rendeva anche difendibile da Castel San Felice, situato su un colle nella parte opposta della città. Il duca indicò Michele Sanmicheli e suo nipote Giangirolamo come progettisti della struttura militare.
Il progetto venne presto accantonato nonostante la vecchia porta scaligera venne chiusa intorno al 1538, data a partire dalla quale veniva aperta solo in occasione del palio del drappo verde: tale chiusura provocò notevoli disagi ai cittadini che vivevano lungo il principale corso della città, a maggior ragione a partire dal 1546, quando venne addirittura murata in quanto debole e pericolante.
Il progetto venne ripreso solo nel 1550, anno in cui incominciarono i lavori, mentre l'apertura ufficiale della porta avvenne nel 1561, anche se la porta non era ancora completata secondo il progetto originario, il quale prevedeva un frontespizio destinato a formare una piattaforma per l'artiglieria, mai realizzato in quanto dopo la morte del Sanmicheli si propense per concludere la struttura semplicemente con un tetto. Una relazione del 1571 riporta che la struttura era stata completata solo a metà dell'altezza prevista e dotata di una copertura temporanea, precisa inoltre che il progetto di Sanmicheli prevedeva un livello in più, in modo da potere utilizzare porta Palio da cavaliere e poter perlustrare il territorio circostante.
La porta risultò alla fine di scarsa utilità, in quanto rimaneva aperta solo nei mesi estivi e in seguito alle modifiche apportate in opera non era nemmeno utilizzabile come cavaliere; essa tuttavia è considerata un capolavoro di architettura militare, tanto che il capitano veneziano Sforza Pallavicino, di grande competenza militare, osservò che porta Palio non aveva eguali in nessun altro edificio d'Europa, mentre Giorgio Vasari la definisce «architettura nuova, bizzarra e bellissima».

## Descrizione

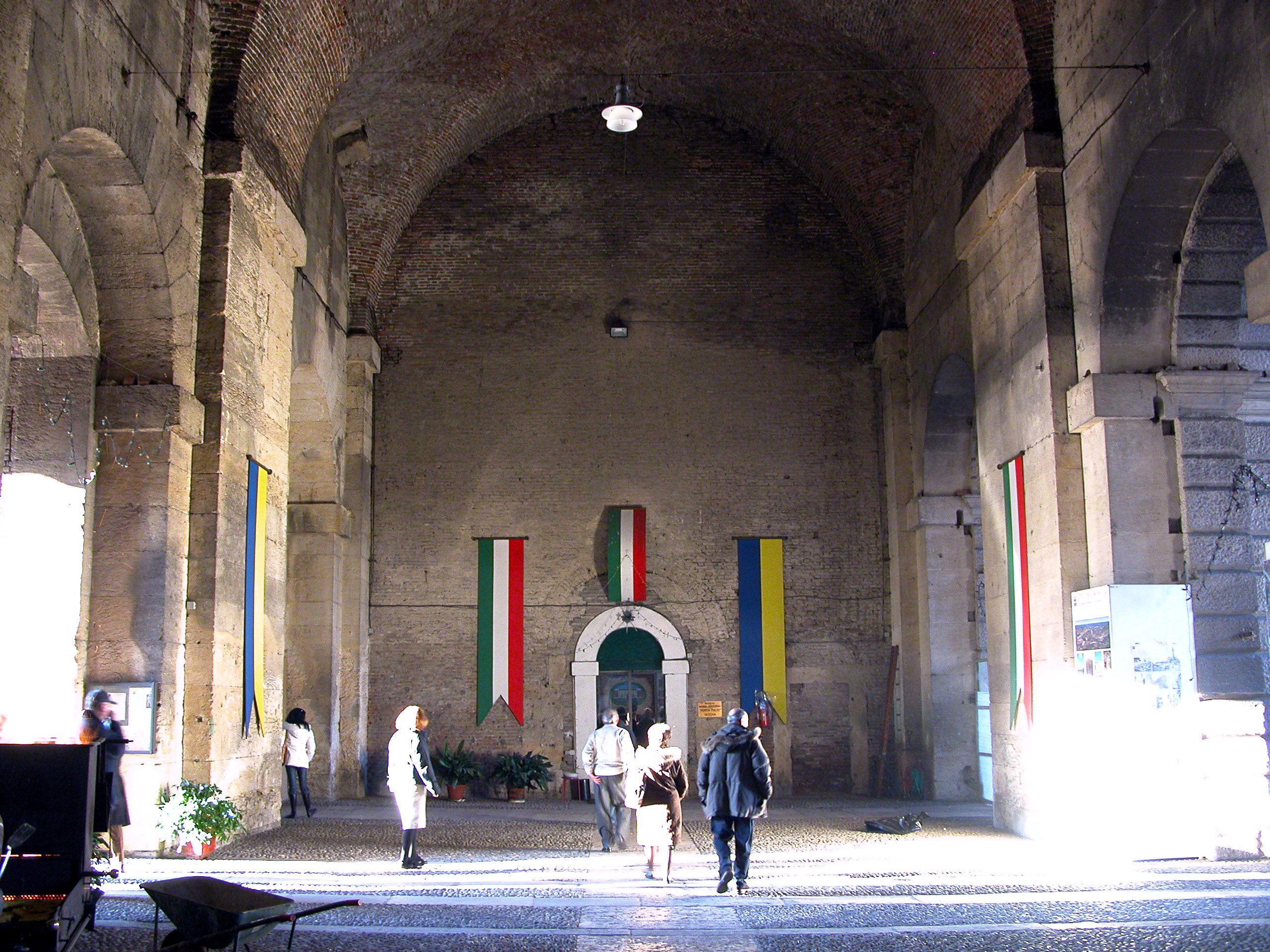
L'androne centrale della porta

La porta è inserita nella cortina tra il bastione di San Bernardino e il bastione di Santo Spirito, in posizione quasi centrale.
La pianta è rettangolare, si tratta quindi di un grande blocco, anche maggiore di quello di porta Nuova, composto da un grande androne centrale, aperto sul retrostante loggiato verso città, e collegato con la campagna tramite un passaggio carraio centrale e due passaggi pedonali laterali, ambedue controllati da due locali riservati al corpo di guardia. L'androne centrale non è suddiviso da pilastri, come si era soliti fare in costruzioni dalla medesima funzione, ma è articolato come un unico grande spazio libero coperto da una volta a crociera. Al piano superiore si trovano altri locali per il ricovero del corpo di guardia. Nonostante l'estensione notevole degli spazi interni, la struttura è dotata di pilastri e muri di notevole spessore, visto che nel progetto originale dovevano sostenere il peso dell'artiglieria posta sulla sommità dell'edificio.

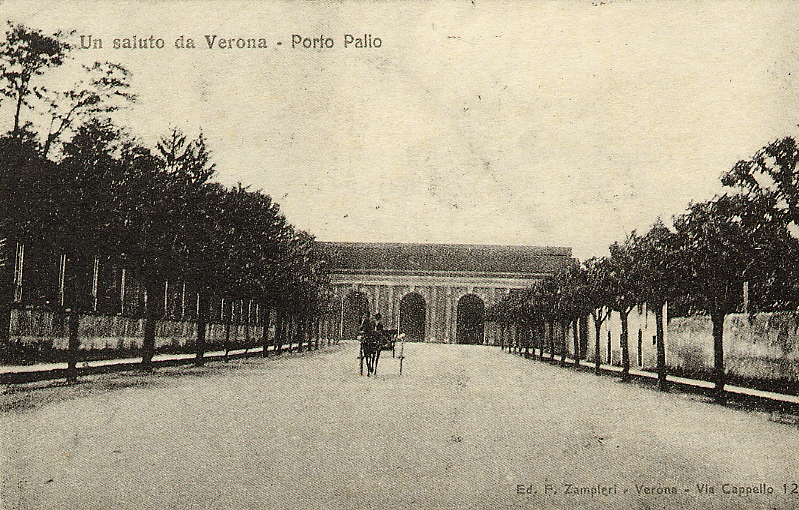
Cartolina di primo Novecento con il fronte interno di porta Palio fotografato dall'omonimo stradone

Rispetto alle altre porte realizzate da Michele Sanmicheli questa risulta avere un'ampiezza molto maggiore e un ordine più alto, tanto che il prospetto verso campagna assume una scala monumentale e un trattamento quasi sfarzoso, nonostante la porta dovesse adempiere a una funzione militare. L'architetto prese come riferimento, per la facciata principale della porta, il prospetto di una delle terrazze del teatro romano di Verona. La composizione della facciata è articolata da quattro coppie di colonne, colonne piuttosto distanziate l'una dall'altra, tanto che si forma una sequenza alternata di tre campate principali, in cui sono situate le porte, e quattro campate secondarie molto strette. Il paramento, a bugnato liscio e semicolonne di ordine dorico molto elaborate e dalle proporzioni slanciate sostenenti una trabeazione, è composto da elementi di tufo veronese.

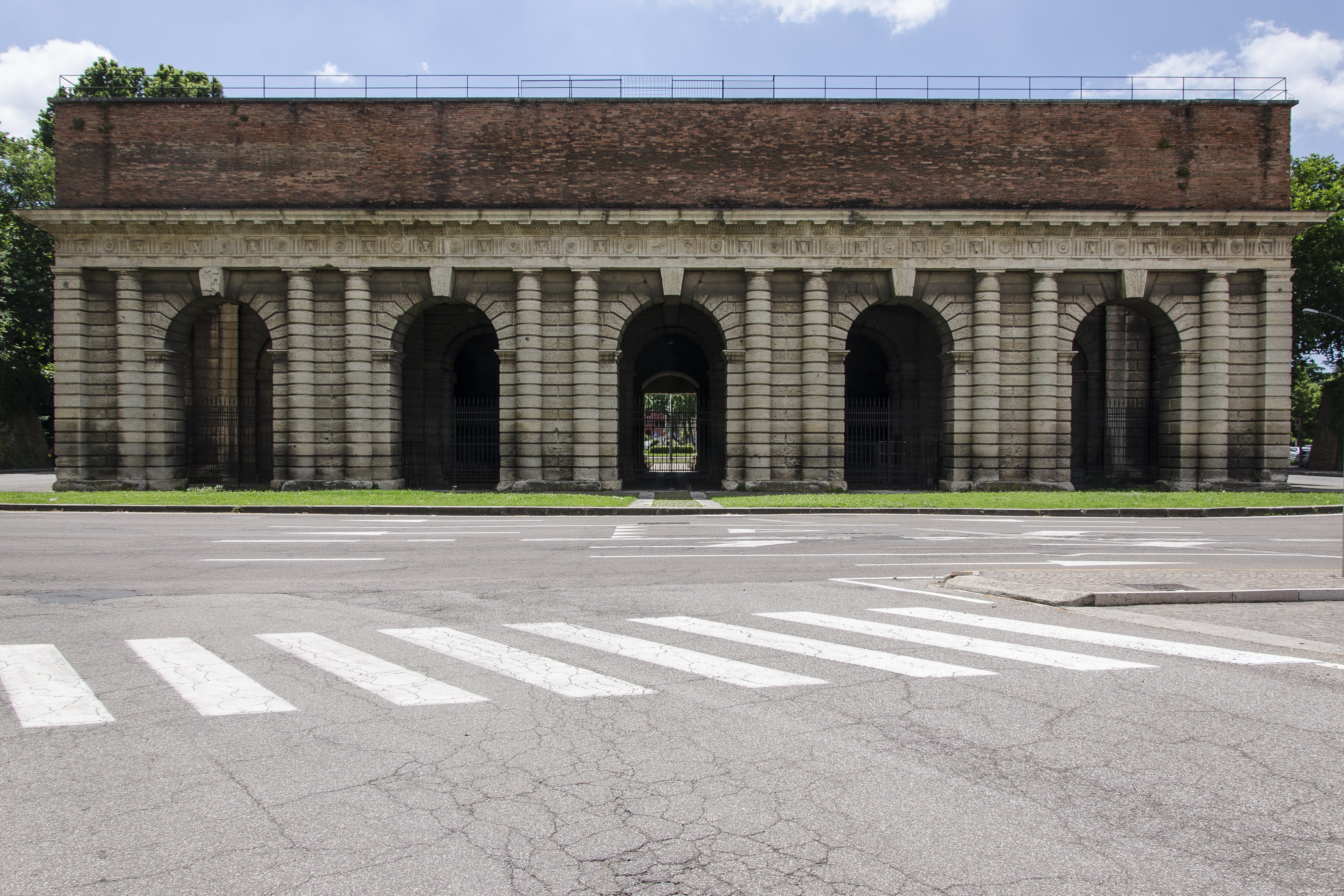
Il prospetto lato città della porta

Il prospetto verso città (articolato come un portico con cinque aperture ad arco terminate da grandi chiavi di volta aggettanti, e divise tra di loro da coppie di semicolonne doriche) ha un aspetto completamente diverso rispetto alla facciata principale rivolta verso la campagna: si presenta un prospetto severo, in cui la superficie del muro non viene alleggerita da decorazioni come nella facciata verso campagna e anzi è completamente ricoperta, comprese le semicolonne, di bugnato grezzo. Una facciata posteriore così severa contrapposta a una facciata anteriore così sontuosa è spiegabile con la teoria dell'architetto e teorico Sebastiano Serlio: la porta doveva segnalare il limite tra città e campagna, quindi dall'interno della città essa doveva apparire come l'opera di natura, mentre dalla campagna doveva apparire come l'opera di mano dell'uomo. Ma per chi giunge nella città la monumentale porta è anche preludio di un percorso che tramite un lungo asse rettilineo la collegano alle antichità veronesi dell'Arco dei Gavi, della porta Borsari e infine alla piazza delle Erbe, sulla cui area una volta sorgeva il foro romano, e che la collegano pure ad alcune architetture rinascimentali rielaborazioni dell'antico, opera sempre del Sanmicheli: palazzo Canossa e palazzo Bevilacqua. Per chi invece deve uscire dalla città, il portico, visto come momento di sosta, sembra voler invitare a non abbandonare la città, così sicura grazie alla poderosa cinta muraria.
La porta era dotata di ponti levatoi lignei, i quali battevano sul ponte di muratura che attraversava il fossato magistrale.